# Floris Osmond
Floris Osmond (1846–1912) – francuski metaloznawca i metalurg. Opracował m.in. badania mikroskopowe stopów, proces hartowania stali, stwierdził istnienie punktów przemian cieplnych, stworzył podstawy analizy termicznej.